# Hirttämättömät
Hirttämättömät (etwa: „Die Ungehängten“) ist ein finnischer Western aus dem Jahr 1971. Spede Pasanen führte Regie, produzierte, schrieb und spielte im Nachfolger zu seinem im Vorjahr entstandenen Speedy Gonzales – Noin 7 veljeksen poika.

## Handlung
The Lonely Rider und sein Begleiter Tonto haben den gefürchteten Revolverhelden aus Njietponimaistadi, Speedy Gonzalez, gefangen genommen. Nun wollen sie ihn in die Stadt zurückbringen, um das Lösegeld zu kassieren. Auf ihrem Weg durch die Wüste kämpfen sie mit Wassermangel und Indianern, bevor sie feststellen müssen, im Kreis gegangen zu sein. Tatsächlich kassiert nun Speedy, der das ganze arrangiert hat, den Kopfpreis für die beiden, über den sie noch gar nichts wussten.

## Kritik
Der Film erwarb sich im Lauf der Jahre einen Ruf als Klassiker, der nichts und niemanden ernst nimmt; so parodiert er insbesondere die Indianer-Rollen Charles Bronsons. Bei seinem Erscheinen war der beim Publikum erfolgreiche Film nicht begeistert aufgenommen worden.